# Teucholabis cariosa
Teucholabis cariosa är en tvåvingeart som beskrevs av Alexander 1969. Teucholabis cariosa ingår i släktet Teucholabis och familjen småharkrankar.
Artens utbredningsområde är Ecuador. Inga underarter finns listade i Catalogue of Life.